# Герб Трудолюба
Герб Трудолюба затверджений 18 березня 2008 р. рішенням XIII сесії сільської ради V скликання.

## Опис герба
На перетятому червоним і чорним щиті поставлені у стовп два зчеплені кільцями срібні якорі з двома лапами кожен, що супроводжуються обабіч двома золотими яблуками з двома листочками кожне. Щит обрамований декоративним картушем і увінчаний золотою сільською короною.
Автор — Л. Краснюк.

## Історія герба
В основу герба покладена емблема родини Ломиковських, найвідоміший представник якої — Іван Васильович Ломиковський — був генеральним обозним у гетьмана І. Мазепи. Після програної Полтавської битви не зрадив гетьмана і не перейшов на бік Росії, разом з гетьманом виїхав до Бендер, де помер і був похований. Червоне і чорне — кров, пролита за рідну землю.